# Taylor
Taylor (Krojač), englesko je prezime. Nosi ga oko 1,5 milijuna ljudi, najviše u SAD-u.
Poznatiji nositelji
- Elizabeth Taylor (1932. – 2011.),  britansko-američka glumica
- Joseph Hooton Taylor (1941.), američki astrofizičar
- Zachary Taylor (1784. – 1850.), američki vojskovođa i političar